# Dora Elia García
Dora Elia García Estrada (29 de julio de 1954) es una deportista mexicana que compitió en atletismo adaptado. Ganó diez medallas en los Juegos Paralímpicos de Verano entre los años 1980 y 2000.

## Palmarés internacional
| Juegos Paralímpicos | Juegos Paralímpicos                                        | Juegos Paralímpicos | Juegos Paralímpicos |
| Año                 | Lugar                                                      | Medalla             | Prueba              |
| ------------------- | ---------------------------------------------------------- | ------------------- | ------------------- |
| 1980                | Arnhem (Países Bajos)                                      | Medalla de oro      | 4 × 60 m 2-5        |
| 1980                | Arnhem (Países Bajos)                                      | Medalla de plata    | 60 m 2              |
| 1984                | Nueva York (Estados Unidos) Stoke Mandeville (Reino Unido) | Medalla de plata    | 200 m 2             |
| 1984                | Nueva York (Estados Unidos) Stoke Mandeville (Reino Unido) | Medalla de bronce   | Maratón 2           |
| 1988                | Seúl (Corea del Sur)                                       | Medalla de plata    | 4 × 200 m 2-6       |
| 1988                | Seúl (Corea del Sur)                                       | Medalla de bronce   | 100 m 2             |
| 1992                | Barcelona (España)                                         | Medalla de bronce   | 4 × 100 m TW3-4     |
| 2000                | Sídney (Australia)                                         | Medalla de plata    | Peso F52-54         |
| 2000                | Sídney (Australia)                                         | Medalla de bronce   | Disco F51-54        |
| 2000                | Sídney (Australia)                                         | Medalla de bronce   | Jabalina F52-54     |